# Bernard Dupuy
Bernard Dupuy, né le 21 août 1925 à Paris et mort le 3 octobre 2014 dans cette ville, est un prêtre dominicain français, artisan du dialogue avec le judaïsme et les différentes religions chrétiennes.

## Biographie
Après des études à Polytechnique, il entre, en 1948, dans l’ordre de Saint-Dominique. Au terme de son noviciat, il fait profession en 1949 et part à Étiolles, dans l'Essonne, faire ses études aux Facultés du Saulchoir jusqu'en 1957. Parallèlement, il est ordonné prêtre en 1955. 
Il étudie ensuite, durant deux années supplémentaires, la théologie à Fribourg, en Suisse, et revient au Saulchoir, pour y enseigner de 1959 à 1967, notamment dans la chaire de théologie fondamentale, où il succède au dominicain Yves Congar.
Il participe ensuite, en tant qu'expert privé des évêques français et plus particulièrement de Mgr Jacques Guilhem, évêque de Laval, au concile Vatican II (1962-1965), qui condamnera fermement l’antisémitisme.
Il meurt le vendredi 3 octobre 2014, en la Maison Marie-Thérèse, résidence parisienne de prêtres âgés, où il s'était retiré en 2006.

## Dialogue avec le judaïsme
En 1969, il crée, avec Mgr Léon-Arthur Elchinger, le « Comité épiscopal français pour les relations avec le judaïsme », dont il restera président jusqu'en 1987.
En 1970, il participe, à Paris, à la première rencontre officielle entre le « Comité international juif de consultation interreligieuse » et une délégation du Vatican. L’année suivante, il est nommé consulteur de la « Commission pour les rapports avec le judaïsme » et du « Comité de liaison entre l’Église catholique et les représentants des organisations juives mondiales ».
Il est également l’un des auteurs des « orientations pastorales » de 1973 qui soutiennent la cause d'Israël ; ce qui provoquera la polémique dans les milieux chrétiens défendant la cause palestinienne. 
Le père Dupuy est un spécialiste des exégèses juive et chrétienne et de l'histoire liée à la fracture originelle entre judaïsme et christianisme. Il est aussi l’interlocuteur du philosophe juif Emmanuel Levinas, du rabbin orthodoxe Josy Eisenberg et de Colette Kessler, haute figure du judaïsme libéral.
Dans les années 1970, il milite pour la libération des refuzniks d'URSS et publie de nombreuses études sur la shoah. 
Selon Henri Tincq, il participe discrètement, avec le cardinal Jean-Marie Lustiger, à apaiser les polémiques  liées à l’installation d’un carmel polonais dans les limites du camp d’Auschwitz tout en s'y opposant fermement (1986 et 1993), tout autant que celles liées au procès en béatification d'Edith Stein. Il contribuera à l'arrêt du projet de béatification d'Isabelle la Catholique, "de sinistre mémoire" pour avoir expulsé les juifs d'Espagne en 1492.
En 1998, il reçoit le prix de l'Amitié judéo-chrétienne de France (ACJF), conjointement avec le rabbin René-Samuel Sirat, ainsi que le prix des Arts et des lettres de la Fondation du judaïsme français.
Jusqu'à la maladie, il collabore avec ses  successeurs à la tête du Comité des évêques pour les relations avec le judaïsme, Jean Dujardin et Patrick Desbois, spécialiste de la « shoah par balles » en Ukraine et en Biélorussie.

## Œcuménisme
Dès sa création, en 1965, le P. Dupuy devient expert de la « Commission épiscopale française pour l’unité », puis, quelques années plus tard, est appelé à faire partie du « Comité mixte catholique-protestant » jusqu'en 1987. En 1968, il fait partie de la première délégation de douze membres de la « Commission Foi et Constitution ». Il est également membre de la « Commission française catholique-orthodoxe » jusqu'en 2004.
Bernard Dupuy est partisan d'un retour aux origines bibliques et chrétiennes qui favoriserait, selon lui, non seulement la reconnaissance d’un peuple juif autrefois haï, mais aussi la réunification des Églises séparées depuis des siècles. 
Spécialiste mondialement reconnu de l’orthodoxie chrétienne, il est nommé, en avril 1967, directeur-adjoint, puis directeur en octobre, d'Istina, centre œcuménique qu'il dirige jusqu'en 2004,.